# Federação Britânica de Hóquei no Gelo
A Federação Britânica de Hóquei no Gelo é a federação esportiva que dirige e controla o hóquei no gelo do Reino Unido da Grã-Bretanha, comandando as competições nacionais e a seleção nacional. Afiliada à International Ice Hockey Federation (IIHF), a IHUK é o organismo guarda-chuva reconhecido internacionalmente no Reino Unido.